# Эрве, Лоран
Лоран Эрве (фр. Laurent Hervé; род. 19 июня 1976, Пон-л'Аббе, Пон-л’Аббе (кантон), Кемпер, Финистер, Бретань, Франция) — французский футболист, полузащитник.

## Карьера
На профессиональном уровне играл за французские клубы «Генгам», «Бове» и «Ванн», а также в английском «Милтон-Кинс Донс» из Лиги 1 (3-й уровень системы лиг). С «Генгамом» выходил в высший дивизион (1994/95), вылетал (1997/98) и возвращался обратно (1999/2000). Финалист Кубка французской лиги 2008/09, провёл полный матч, в котором его «Ванн» проиграл «Бордо» (0:4). Сыграл в 1 матче еврокубков: в 1996 году в ответной игре первого раунда Кубка УЕФА против миланского «Интера» (1:1) вышел на замену на 70-й минуте.
С 2012 года — на тренерской работе, в командах низших лиг. В январе 2020 года был уволен из «Ванна», в мае того же года принял команду «Витре» из одноимённого города региона Бретань.